# Sella (Sesana)
Sella (in sloveno Sela, in tedesco Szello) è un paese della Slovenia, frazione del comune di Sesana.
La località , che si trova a 415.3 metri s.l.m. ed a 14.8 kilometri dal confine italiano, è situata a nord del torrente Rassa e a 6,1 kilometri da Stòrie.
Durante il dominio asburgico Sella fu frazione del comune Grise.

## Corsi d'acqua
torrente Rassa (Raša); Kranjšček